# Tibellus gimcheon
Espèce
Tibellus gimcheon est une espèce d'araignées aranéomorphes de la famille des Philodromidae.

## Distribution
Cette espèce est endémique du Gyeongsang du Nord en Corée du Sud,. Elle se rencontre vers Gimcheon.

## Description
Le mâle holotype mesure 5,53 mm.

## Systématique et taxinomie
Cette espèce a été décrite par Jang, Lee, Yoo, Bae et Kim en 2023.

## Étymologie
Son nom d'espèce lui a été donné en référence au lieu de sa découverte, Gimcheon.

## Publication originale
- Jang, Lee, Yoo, Bae & Kim, 2023 : « Six new records of running crab spiders of the genus Tibellus with four new species (Araneae: Philodromidae) from Korea. » Animal Systematics, Evolution and Diversity,  vol. 39, no 4, p. 272-283.